# إعصار بيتا

إعصار بيتا يوم 29 أكتوبر

إعصار بيتا ، هو إعصار تشكل في 30 أكتوبر 2005 فوق البحر الكاريبي بعد تحوله من عاصفة استوائية.